# Detector de metalls

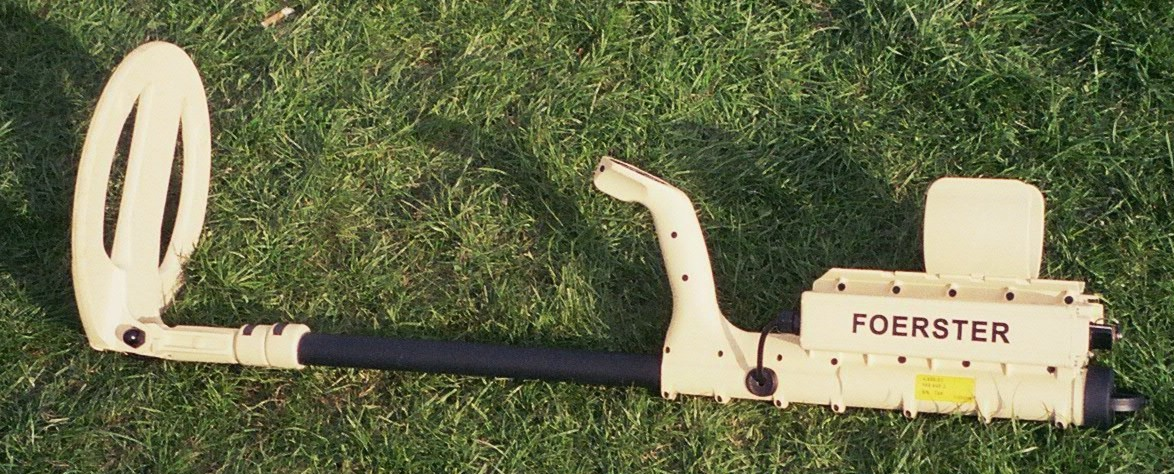
Detector de metall.

Un detector de metalls és un instrument que mitjançant una sèrie d'impulsos electromagnètics és capaç de detectar objectes metàl·lics. S'usa com a mitjà de seguretat, per la recerca de mines o en la recerca d'objectes arqueològics.

## La seva utilització
Els seus primers usos van ser a nivell militar per a detectar la presència de mines terrestres, mines antipersones o qualsevol altre sistema explosiu que tingués metall. S'utilitzen en la seguretat dels aeroports o en llocs de vigilància especial. També s'utilitzen en la indústria civil, per a la detecció de cables elèctrics, canonades d'aigua, etc. En l'actualitat, el seu ús s'estén entre els aficionats a la detecció de tresors i relíquies antigues. Hi ha un gran mercat d'aparells especialitzats en la recerca d'or, monedes antigues o relíquies arqueològiques, sent un mercat emergent tant a Amèrica com a Europa. Però la utilització d'aquests instruments de detecció, de vegades, poden ser conflictius amb les Lleis del Patrimoni Històric d'alguns països.
Des de la dècada de 1970 va començar a fer-se cada vegada més freqüent l'ús d'aquesta tecnologia per al control de qualitat dels productes en les indústries farmacèutica i alimentària. Sent actualment aquest tipus d'inspecció un requisit per a moltes de les operacions comercials d'exportació o importació d'aliments i medicaments. Els detectors de metalls permeten inspeccionar tota mena de productes assegurant que estiguin lliures de contaminació amb partícules metàl·liques o magnètiques de qualsevol tipus.
El seu ús per organismes públics com policia per a la localització de pistes en la localització de persones desaparegudes o en esclariments de delictes en els que hi pogués haver bales perdudes, o joies arrencades en forcejaments és de gran utilitat per l'aportació de proves durant els judicis.

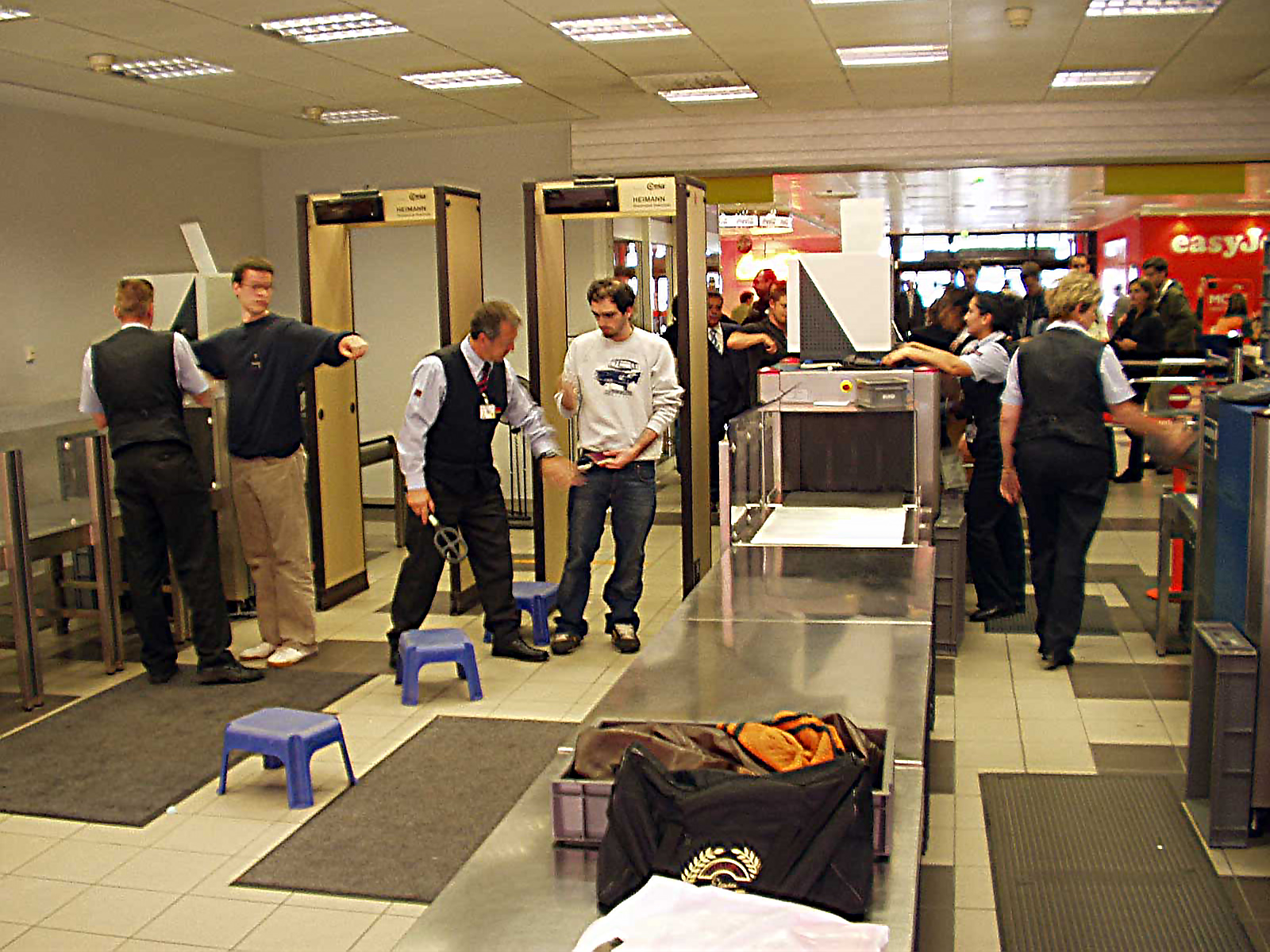
Detector de metall en un aeroport.

## La "detecto-afició"
Existeix una afició creixent per l'ús de detectors de metalls amb finalitats lúdiques. Aquest ús està permès en general i bàsicament es regeix per codis de conducta establerts pels mateixos aficionats, atès que Catalunya no disposa d'una legislació que el reguli. L'activitat de detecció lúdica es porta a terme en tota mena d'espais com platges, muntanyes, camps o fins i tot a la mar, però amb relació a les troballes arqueològiques cal tenir en compte la normativa sobre patrimoni cultural, que estableix la necessitat d'autoritzar les prospeccions als jaciments arqueològics o paleontològics registrats. Aquesta normativa limita, doncs, qualsevol tipus de prospecció, inclosa la inspecció visual del terreny i, per tant, l'ús de detectors de metalls de qualsevol tipus per part de particulars, empreses, entitats o institucions en aquells espais on podrien ser detectats objectes amb interès arqueològic o paleontològic requereix de permisos, els quals habitualment es relacionen amb actuacions urbanístiques, de recerca, etc. A la pràctica, tot i que l'ús d'aparells de detecció domèstics en aquests espais hauria de seguir les mateixes pautes que la presència física de persones, que podrien estar inspeccionant visualment el terreny, l'activitat de detecció en aquests espais no és ben vista o fins i tot és erròniament denunciada, tant si s'ha fet alguna intervenció física en el jaciment com si no.
No són pocs els aficionats que estan creant associacions a la recerca d'una regulació que els permeti utilitzar els seus aparells en condicions controlades. Una referència normativa sobre la detecció de metalls a l'estat espanyol és la Llei 14/2007, del patrimoni històric d'Andalusia, que recull en el seu article 60 una regulació de l'ús d'aparells detectors de metalls que en permet un ús controlat sense riscos d'afecció al patrimoni cultural. En diversos països existeix normativa avançada on, a més de regular-ne l'ús, se supera la visió policial de la detecció com una activitat sota sospita i s'aposta per fomentar un ús responsable i per facilitar una col·laboració amb les autoritats i el món científic que complementi la recerca arqueològica, tradicionalment corporativista però, alhora, mancada de recursos.

## Detecció de metalls d'ús industrial
Els detectors de metalls no considerats com portàtils (seguretat personal i antimines), es componen d'Arcs o Túnels de detecció coneguts com a "Capçals de Detecció de Metalls". Aquests són comunament utilitzats en sectors alimentaris, químics, farmacèutics, miners, fusters, o fins i tot processos de reciclatge.
Aquests túnels que generen un camp electromagnètic en el seu interior, poden ser quadrats, rectangulars o fins i tot circulars. Els túnels circulars s'utilitzen per inspeccionar el pas dels productes a través de canonades, mentre que els rectangulars s'utilitzen en les cintes de transport.
A l'inici de la dècada dels 90 ', aquests equips, per la seva alta demanda, van ser millorats tecnològicament, avançant de la seva primera generació electrònica analògica a una nova tecnologia digital, aportant excel·lents resultats en la detecció tant de metalls fèrrics i magnètics com dels no fèrrics i no magnètics.
Actualment aquests equips formen part dels controls de qualitat en empreses que apliquen normatives internacionals com ISO, HACCP, BRC, IFS, FDA ... entre moltes altres, i que formen part de rigorosos protocols, la finalitat dels quals és garantir tant la seguretat dels seus productes com els de la maquinària i el personal que els manipulen.
En un entorn industrial amb velocitats de producció cada vegada més vertiginoses, la detecció de metalls mitjançant aquest tipus d'equips, capaços de processar senyals digitals per l'escaneig dels productes a gran velocitat, és un avanç tecnològic per la seguretat preventiva i el control de qualitat.

## Circuit de detectors d'or
El circuit del detector d’or consisteix simplement en un grup d’elements simples que consisteixen en la font d’energia, que sol ser un grup de diverses piles alcalines estàndard de mida AA o una bateria de ions de liti, i després un cable per transferir energia a les condicions elèctriques que formen part del circuit i que són de dos tipus reben i transmeten bobines en detectors de metalls electromagnètics.
A la pràctica, el circuit és més complex i conté més elements que el circuit elèctric habitual elements com resistències, condensadors i components elements elèctrics com qualsevol dispositiu elèctric.
El diagrama del circuit del detector d’or es representa segons un esquema elèctric que mostra els elements s'utilitzen al circuit elèctric i la seva relació entre ells i poden ser senzills a partir de diversos elements bàsics com ara font d’energia - resistències - condensadors - interruptors i interruptors de control. O pot ser molt complex i conté centenars d’elements diferents que s'imprimiran en el formulari d’un circuit integrat en fer el circuit elèctric.

## Sensor del detector de metalls
El sensor del detector de metalls es refereix a un sensor o eines especials que s'utilitzen en els detectors de metalls
que conté circuits dissenyats especials per a la detecció d'objectes metàl·lics sota terra.
El sensor del detector de metalls pot ser una bobina de cerca com en els detectors de metalls electromagnètics,
o referiu-vos a un circuit especial contingut en la sonda de cerca en detectors de metalls més complexos
dispositius com ara dispositius d’imatge en 3D.
Aquí en aquest article s'explicaran tots els detalls sobre el sensor del detector de metalls i les seves aplicacions
en detectors de metalls més un principi de detectors de metalls i els seus usos en la caça del tresor
i altres aplicacions.

## Tipus de detectors de metalls
Els detectors de metalls són molt diversos. Hi ha molts tipus de detectors de metalls
que es classifiquen segons diferents classificacions.
Els detectors de metalls es poden classificar segons els seus usos o segons el sistema de cerca
i la tecnologia del dispositiu o segons altres factors.
Però la classificació més utilitzada és segons la tecnologia de cerca del dispositiu,
on els detectors de metalls es classifiquen en diversos tipus, es revisarà el següent paràgraf
- Detectors de metalls electromagnètics

Aquests dispositius tenen un abast de profunditat limitat i preus relativament econòmics i és el més estès
dispositius al món perquè és fàcil de fabricar i fiable per a aficionats i principiants.
- Detectors de metalls per imatges 3D

Els detectors d’imatges 3D es caracteritzen per una alta precisió i cobertura d’un ampli camp d’escaneig
i múltiples funcions que garanteixen els resultats precisos per al prospector i el cercador professional.
- Detectors de metalls de llarg abast

Els detectors de metalls de llarg abast utilitzen antenes de cerca per rebre senyals objectiu enterrats sota terra remotament.
Aquests dispositius es caracteritzen per un camp d’anàlisi molt ampli i profunditats de cerca enormes en comparació amb altres tipus de detectors de metalls